# Moritz Wels
Moritz Wels (Hartberg, 25 settembre 2004) è un calciatore austriaco, centrocampista del WSG Tirol in prestito dall'Austria Vienna.

## Carriera

### Club
È cresciuto nel settore giovanile dello Sturm Graz, con cui ha debuttato il 27 ottobre 2021 nell'incontro di ÖFB-Cup perso 2-1 contro il Ried. Due giorni più tardi ha firmato il suo primo contratto professionistico; il 4 novembre 2021 subentrando dalla panchina ad Anderson Niangbo nella partita di Europa League pareggiata per 1-1 sul campo degli spagnoli della Real Sociedad è diventato il più giovane calciatore austriaco ad aver giocato in questa competizione, superando il precedente record appartenente a Yusuf Demir.
Ha segnato il suo primo gol in Bundesliga il 13 agosto del 2022, nel successo per 4-0 sull'Altach.
Utilizzato prevalentemente con la seconda squadra, il 26 giugno 2023 è stato acquistato dall'Austria Vienna.

### Nazionale
Ha giocato con le nazionali giovanili austriache Under-15, Under-16, Under-17 ed Under-18.

## Statistiche

### Presenze e reti nei club
Statistiche aggiornate al 6 aprile 2025.
| Stagione             | Squadra              | Campionato           | Campionato | Campionato | Coppe nazionali | Coppe nazionali | Coppe nazionali | Coppe continentali | Coppe continentali | Coppe continentali | Altre coppe | Altre coppe | Altre coppe | Totale | Totale | Totale |
| Stagione             | Squadra              | Comp                 | Pres       | Reti       | Comp            | Pres            | Reti            | Comp               | Pres               | Reti               | Comp        | Pres        | Reti        | Pres   | Reti   |        |
| -------------------- | -------------------- | -------------------- | ---------- | ---------- | --------------- | --------------- | --------------- | ------------------ | ------------------ | ------------------ | ----------- | ----------- | ----------- | ------ | ------ | ------ |
| 2021-2022            | Sturm Graz II        | RL                   | 21         | 10         | -               | -               | -               | -                  | -                  | -                  | -           | -           | -           | 21     | 10     |        |
| 2022-2023            | Sturm Graz II        | 2L                   | 20         | 2          | -               | -               | -               | -                  | -                  | -                  | -           | -           | -           | 20     | 2      |        |
| Totale Sturm Graz II | Totale Sturm Graz II | Totale Sturm Graz II | 41         | 12         |                 | -               | -               |                    | -                  | -                  |             | -           | -           | 41     | 12     |        |
| 2021-2022            | Sturm Graz           | BL                   | 2          | 0          | CA              | 1               | 0               | UEL                | 2                  | 0                  | -           | -           | -           | 5      | 0      |        |
| 2022-2023            | Sturm Graz           | BL                   | 2          | 1          | CA              | 0               | 0               | UCL+UEL            | 1+0                | 0                  | -           | -           | -           | 3      | 1      |        |
| Totale Sturm Graz    | Totale Sturm Graz    | Totale Sturm Graz    | 4          | 1          |                 | 1               | 0               |                    | 3                  | 0                  |             | -           | -           | 8      | 1      |        |
| 2023-2024            | Stripfing            | 2L                   | 15         | 4          | CA              | 1               | 0               | -                  | -                  | -                  | -           | -           | -           | 16     | 4      |        |
| 2024-2025            | Stripfing            | 2L                   | 5          | 0          | -               | -               | -               | -                  | -                  | -                  | -           | -           | -           | 5      | 0      |        |
| 2023-2024            | Austria Vienna       | BL                   | 11         | 0          | CA              | 0               | 0               | UECL               | 0                  | 0                  | -           | -           | -           | 11     | 0      |        |
| 2024-2025            | Austria Vienna       | BL                   | 10         | 0          | CA              | 2               | 0               | UECL               | 0                  | 0                  | -           | -           | -           | 12     | 0      |        |
| Totale carriera      | Totale carriera      | Totale carriera      | 86         | 17         |                 | 4               | 0               |                    | 3                  | 0                  |             | -           | -           | 93     | 17     |        |